# Obafemi Awolowo University
Die Obafemi Awolowo University (OAU) ist eine staatliche Universität in Nigeria. Sie liegt in der alten Kulturstadt Ile-Ife im Bundesstaat Osun und ist eine der älteren nigerianischen Universitäten.
Gegründet wurde die Hochschule im Jahr 1962 als University of Ife. Nach dem Tod des ehemaligen Premierministers Westnigerias und ersten Universitätspräsidenten Obafemi Awolowo im Jahr 1987 wurde sie zu seinen Ehren nach ihm benannt.
Im Jahr 2005/06 waren insgesamt 31.846 Studenten eingeschrieben (3.088 als postgraduate). Die Universität beschäftigte 1.066 Lehrkräfte, darunter 265 Professoren, Assistant Professor und Reader. Eine Regierungskommission kritisierte 2012, dass es mehr höhere Verwaltungsangestellte an der Universität gebe als Lehrkräfte.

## Campus

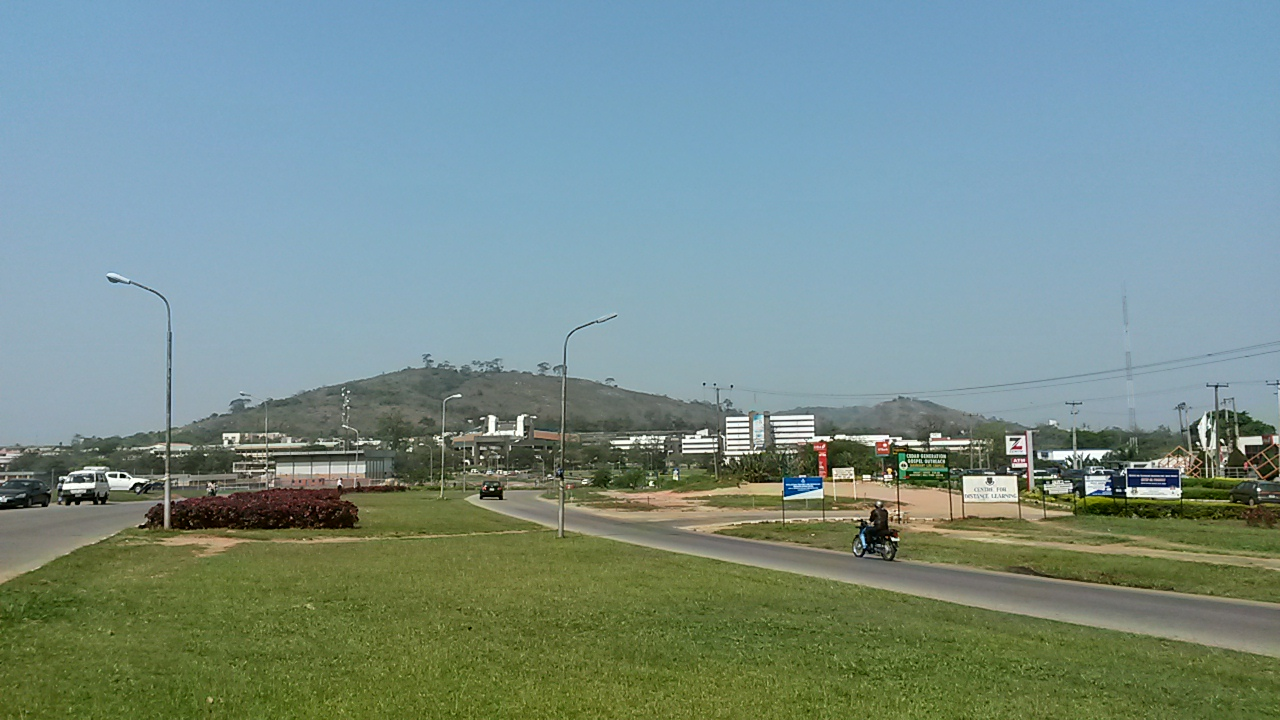
OAU-Campus
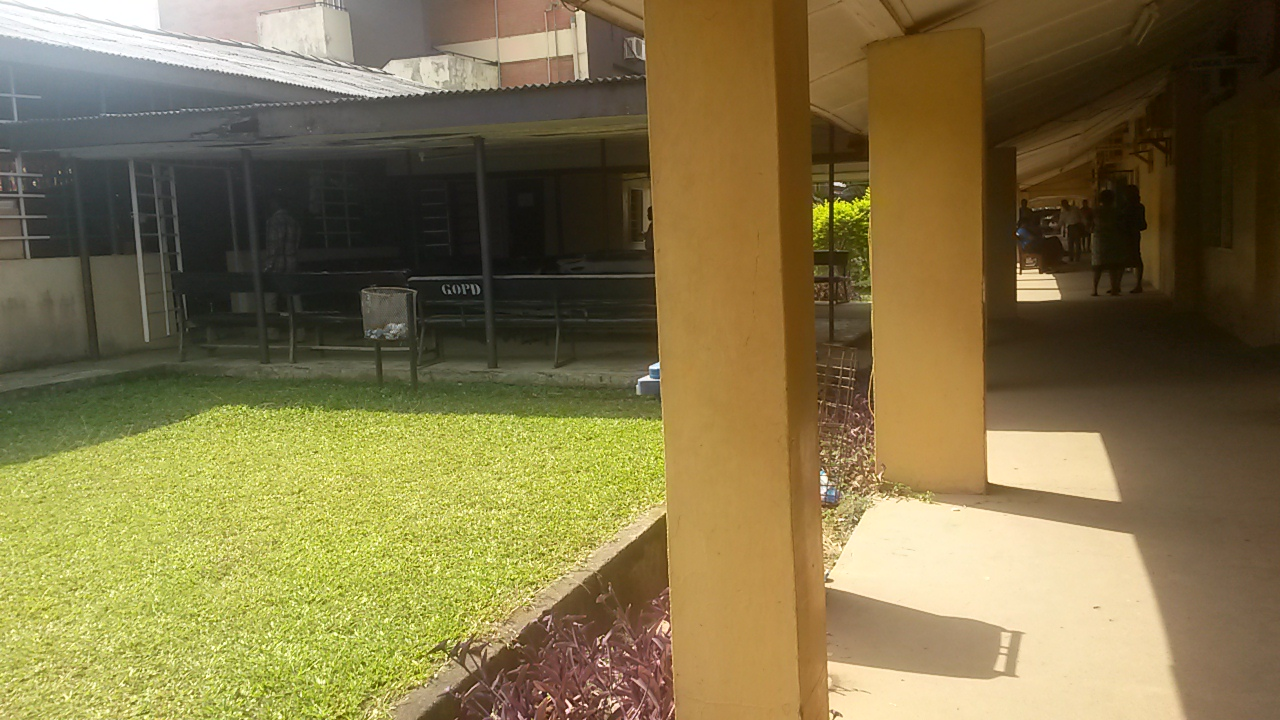
Lehrkrankenhaus
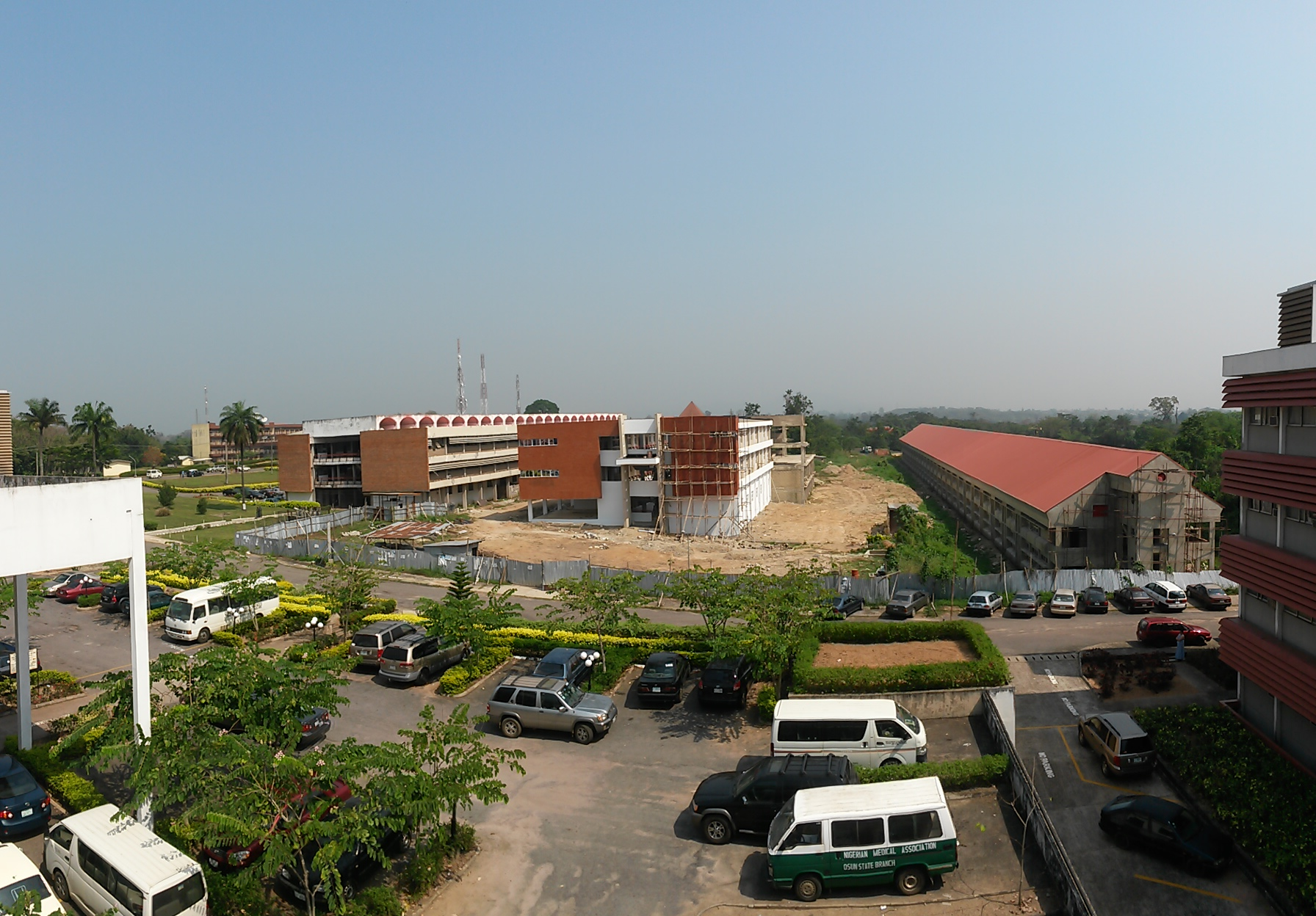
OAU-Medizinfakultät
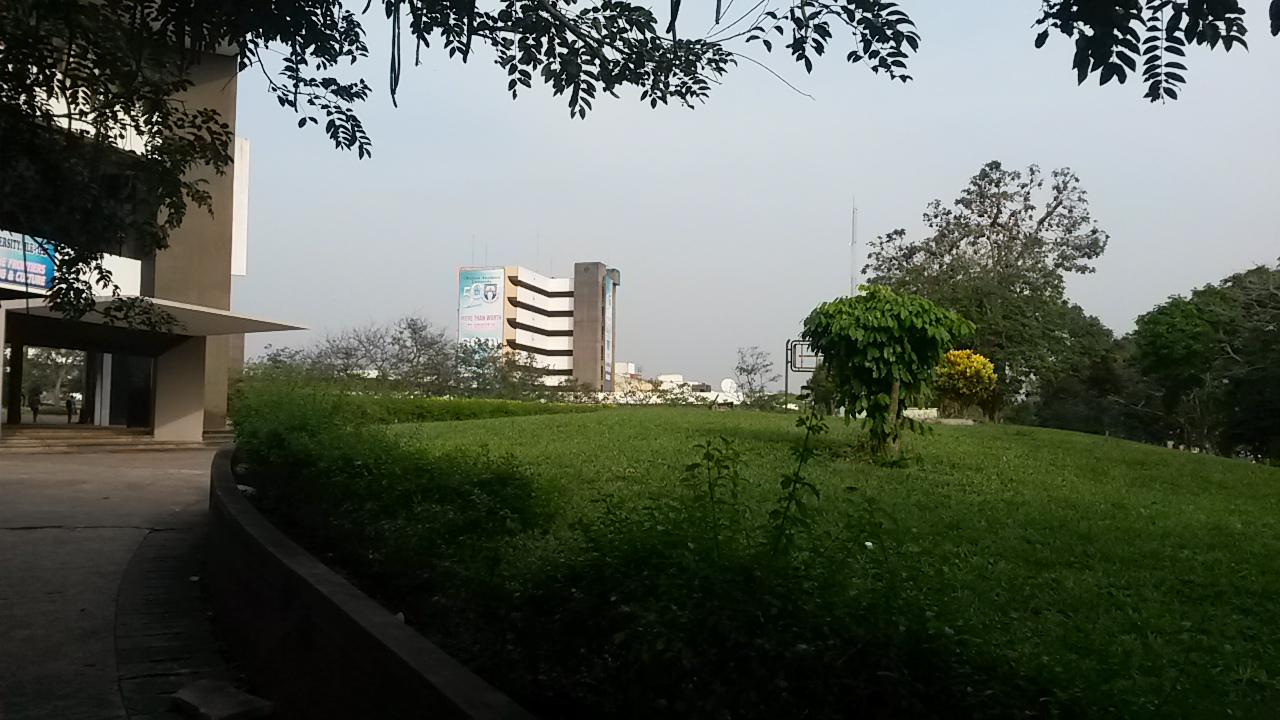
OAU-Campus
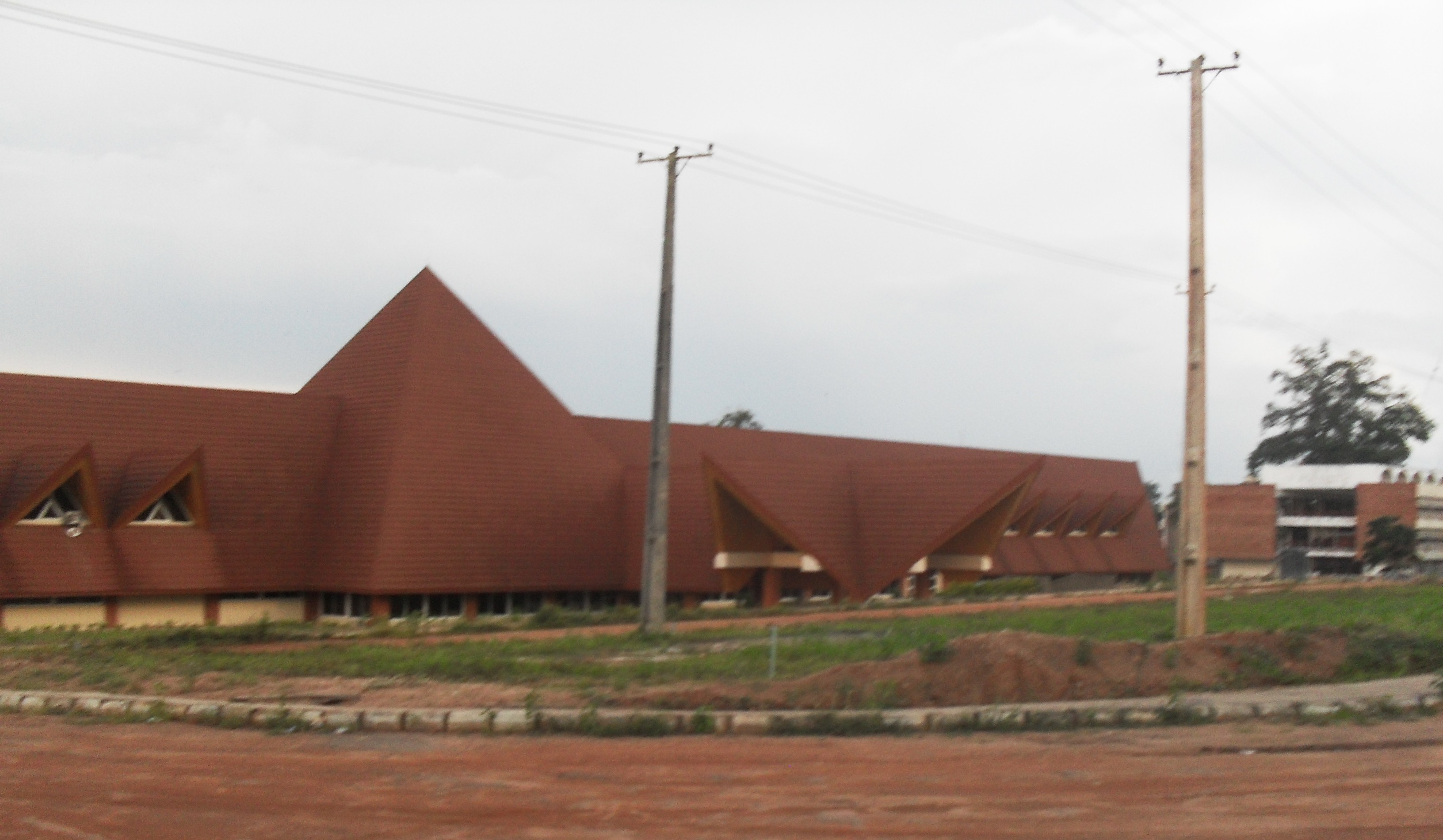
2011 fertiggestelltes Naturkundemuseum auf dem Campus
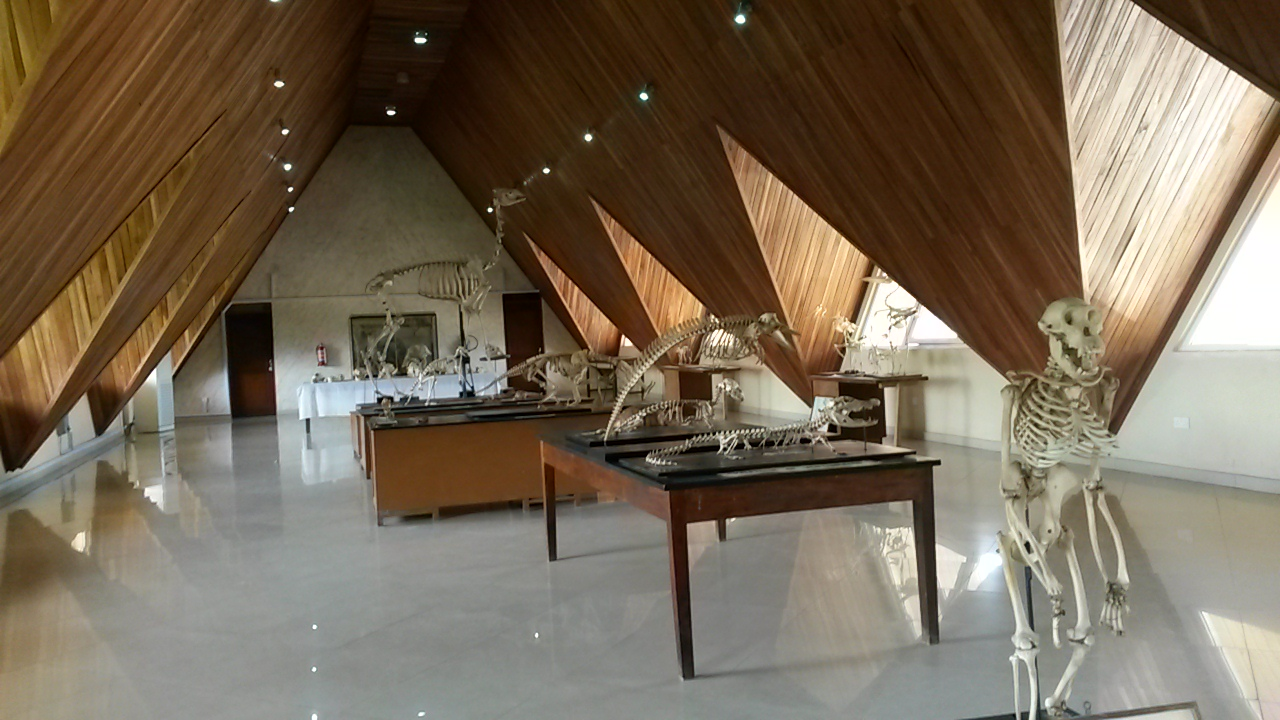
Naturkundemuseum, innen

Es existieren 12 Fakultäten und zwei Colleges, das Doktorandenkollegium und das College für medizinische Wissenschaften.
Der Campus umfasst ein Gebiet von etwa 49 Quadratkilometern und beherbergt auch weitere Institutionen wie zum Beispiel das Regional Centre For training in Aerospace Surveys (RECTAS, deutsch: „Regionales Zentrum für die Ausbildung in Luft- und Raumfahrtvermessungen“) und das Teaching Hospital (Lehrkrankenhaus). Drei Berge, ein Stausee sowie Fischteiche und mehrere Dörfer befinden sich ebenfalls auf dem Gelände.
Am 10. Juli 1999 kam es auf dem Campus zum Massaker an der Obafemi Awolowo-Universität. Vierzig Mitglieder der „Black Axe confraternity“ waren maßgeblich an dem Massaker beteiligt. Dabei kamen fünf Menschen ums Leben und elf weitere wurden verletzt.

## Organisation

### Fakultäten
- Land- und Forstwissenschaften
- Künste
- Medizin
- Klinische Medizin
- Zahnmedizin
- Pädagogik
- Umwelttechnik- und Management
- Rechtswissenschaften
- Pharmazie
- Naturwissenschaften
- Sozialwissenschaften
- Technologie

### Institute
- Landwirtschaftliche Forschung und Lehre
- Kulturwissenschaften
- Afrikanische Sprachen
- Ökologie und Umweltstudien